# Christianisme en Afrique

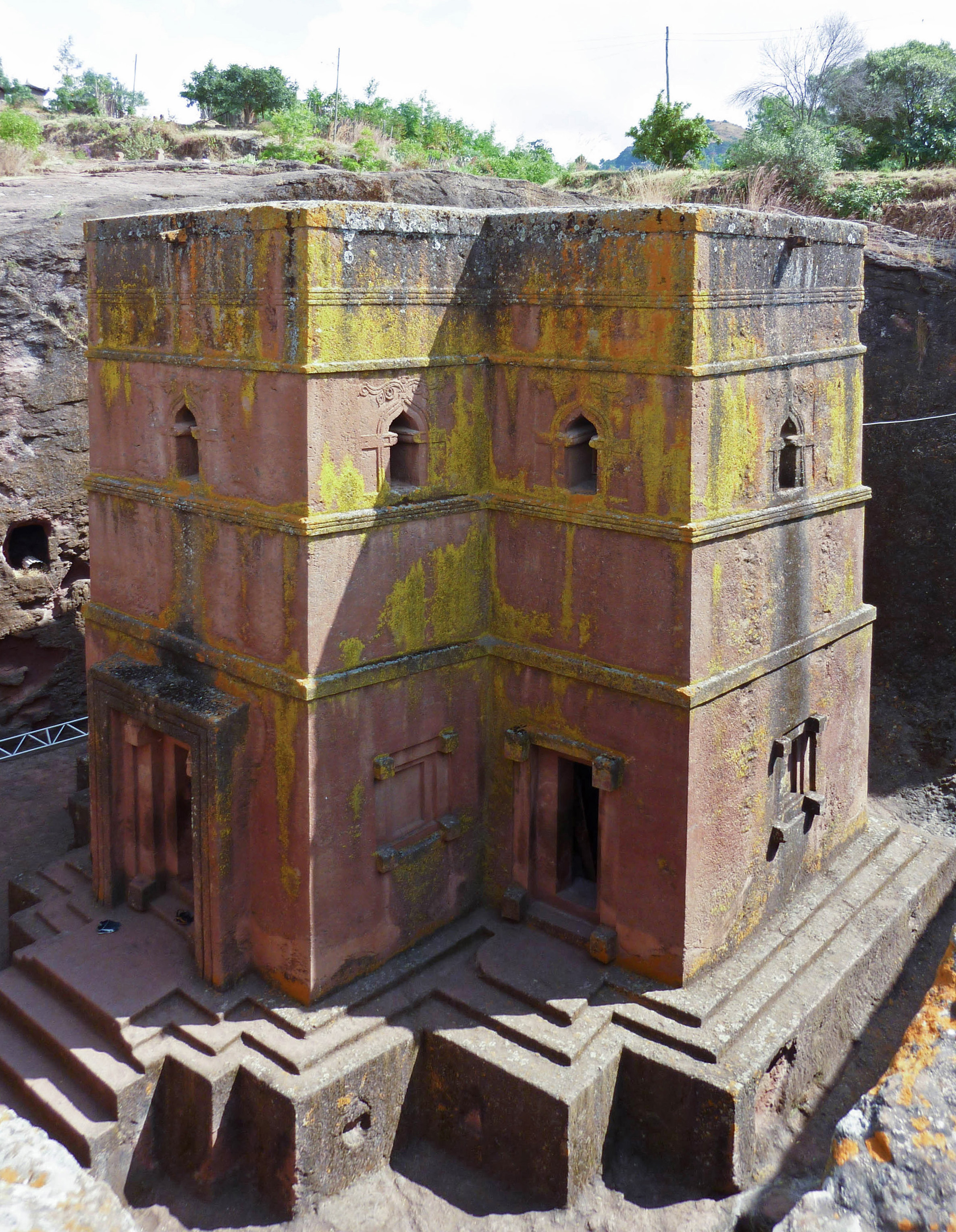
Églises creusées dans le roc de Lalibela (Éthiopie).

Le christianisme en Afrique eut une grande influence dans les premiers siècles de notre ère.
Les berbères Tertullien, Cyprien de Carthage puis Augustin d'Hippone figurent parmi les premiers Pères de l'Église latins ; l'Église d'Alexandrie est au 3e rang de la Pentarchie et étendait ses prérogatives jusqu'à l'Éthiopie.
L'expansion arabe aboutit à l'islamisation de l'Afrique du Nord aux dépens du christianisme qui disparut des provinces d'Afrique romaine. Seules demeurèrent les Églises coptes en Égypte, en Éthiopie et en Érythrée.
Les missions catholiques, exclusivement portugaises jusqu'à l'abolition de l'esclavage intervinrent peu en Afrique. Par la suite leurs efforts ne rencontrèrent pas un grand succès ; à la fin du XIXe siècle seuls 1 % des chrétiens sont africains.
C'est au XXe siècle qu'un nouvel essor du christianisme apparaît en Afrique, surtout dans la partie subsaharienne où foisonnent de multiples confessions. Il est dû en partie à l’évangélisation des protestants évangéliques, mais aussi à l'émergence de prophètes créant de nouvelles Églises. Le catholicisme est également en augmentation.
Près du quart des chrétiens vivent désormais en Afrique, essentiellement en Éthiopie, au Nigeria et en République démocratique du Congo.

## Histoire

### Le christianisme dans l'Afrique romaine

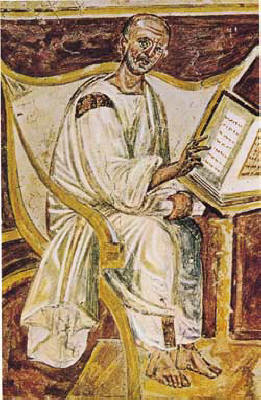
Augustin d'Hippone.

Le christianisme est arrivé en Afrique dès la fin du Ier siècle, elle a pour centre de propagation la cité de Carthage par la conversions probables de plusieurs communautés juives qui y sont nombreuses. Sa prédication s'étend ensuite aux communautés hellénophones. Le rayonnement de l'Église d'Alexandrie commence avec la conversion de Pantène d'Alexandrie qui établit l'une des plus anciennes Églises chrétiennes ; l'École théologique d'Alexandrie (Didascalée) y fut une des grandes écoles théologiques des premiers siècles du christianisme. Origène commence à y enseigner la philosophie chrétienne dès 211 et au cours du IIIe siècle, les communautés chrétiennes se multiplient en Égypte romaine.
Dans les provinces berbères, les communautés chrétiennes étaient également très nombreuses et dynamiques dès le milieu du IIe siècle. Les débuts du christianisme dans cette région est étroitement liée à la personne de Tertullien ; il adopta un caractère spécifique, se faisant remarquer par son intransigeance, refusant la participation à la vie politique de la cité  et de servir au sein de l’armée de l’Empire. Ce choix politico-religieux a été à l’origine de conflits parfois violents. Cette tendance intransigeante perdurait au début du IVe siècle et après la persécution de Dioclétien en 303, les donatistes refusèrent la réintégration dans la communauté chrétienne des lapsi qui avaient failli.
C'est également au début du IVe siècle que l'Église d'Égypte traverse son premier schisme avec l'apparition de l'arianisme soutenue par Arius. Deux conciles (Nicée et Constantinople) règlent la question dogmatique de la trinité à l'origine de ce schisme.Le christianisme d'Aksoum apparait dans ce contexte, entre 330 et 360. Les liens entre Aksoum et Alexandrie expliquent son orientation monophysiste.
Au IVe siècle, l'Afrique vit la naissance d'Augustin d'Hippone, père de l'Église dont la pensée devait avoir une influence déterminante sur l'Occident chrétien au Moyen Âge et à l'époque moderne. Devenu évêque d'Hippone (actuelle Annaba), il s'opposa dans ses écrits au donatisme et au manichéisme ; il est le principal penseur qui permit au christianisme occidental d'intégrer une partie de l'héritage grec et romain, en généralisant une lecture allégorique des Écritures liée au néoplatonisme.
Au IVe siècle le christianisme s'étend vers l'Afrique de l'Est (notamment au Soudan et en Éthiopie).
L'Église copte orthodoxe ainsi que Église orthodoxe éthiopienne, font partie des plus anciennes Églises au monde.

### L'arianisme du royaume vandale
L’Afrique romaine échappe aux grandes invasions du Ve siècle jusqu’en 429, lorsque les Vandales de Genséric débarquent sur les côtes de Maurétanie. En 439, ils s’emparent de Carthage et créent un royaume qui domine l’Afrique proconsulaire, la Byzacène, la Numidie, la Maurétanie sitifienne et une partie de la côte Maurétanie césarienne. Les Vandales, peu nombreux, s’installent autour de Carthage et sur ce territoire confisquent une partie des domaines des grands propriétaires et des biens de l’Église, qu’ils donnent à leurs évêques ariens. L’opposition religieuse d’un clergé africain nicéen, peu enclin au compromis, est vive et la répression vandale culmine par des déportations d’évêques et la confiscation de tous les biens d’Église en 484 ; ils sont restitués en 495 en mesure d’apaisement.
De nouvelles controverses christologiques apparaissent à cette époque, une partie de l'Église d'Alexandrie n'acceptant pas les conclusions du concile de Chalcédoine.
Après la reconquête byzantine (de 622 à 630), le monoénergisme est proposé comme tentative de conciliation des doctrines et bientôt imposé aux monophysites par de nouvelles persécutions.

### Amoindrissement face à l'islam
Au début du VIIe siècle, le christianisme en Afrique du Nord était donc profondément divisé entre chalcédoniens, monophysites et nestoriens, divergences exacerbées par les conflits guerriers entre l'empire Perse et l'Empire Byzantin.
En Égypte, la conquête arabe dans les années 640 survint peu de temps après les persécutions d'Héraclius, aussi cette nouvelle domination fut un soulagement par rapport à celle des byzantins. L'arabisation et l'islamisation du pays se firent en douceur et assez rapidement ; quant aux coptes qui restèrent attachés au christianisme, ils furent progressivement marginalisés mais restèrent acceptés comme dhimmis.
La conquête du reste de l'Afrique du Nord fut plus difficile, Carthage ne fut prise en 698. Cette conquête ne se confond pas avec la disparition du christianisme; il n'est pas fait état de persécutions religieuses mais le christianisme y disparaît lentement et quasi totalement sans motif déterminant d'un point de vue historien.
En 1076, il ne restait plus que deux évêques catholiques en Afrique, Cyriaque à Carthage et un autre à Hippone ; au XIIe siècle, les Almohades porteront en Ifriqiya le dernier coup au christianisme.

### L'Église éthiopienne orthodoxe
Au IVe siècle, Ezana, roi d'Aksoum, se convertit au christianisme monophyte et se place sous le giron de l'Église copte orthodoxe. L'Éthiopie est dotée d'un évêque et suit les mêmes doctrines que le siège d'Alexandrie, refusant les conclusions du concile de Chalcédoine. Au VIe siècle, la progression de la christianisation dans les territoires éthiopien s'observe également dans les monnaies aksumites qui reprennent comme motif central la croix. Les souverains fondent également des églises et interviennent dans des conflits afin de défendre d'autres chrétiens. 
Entre le VIIe et XIIe siècles, le pouvoir de l'église d'Ethiopie s'amenuise et des communautés et royaumes païens et musulmans s'établissent. Sous l'impulsion des Zagwés, un nouveau royaume chrétien émerge et définit une idéologie royale forte. Chaque roi est un élu de Dieu, héritier d'Israël, descendant du roi Salomon et de la reine de Saba, et détenteur de l'Arche d'alliance. La dynastie salomonide qui lui succède s'emploie à préserver l'ensemble de ces doctrines. À partir du XIVe siècle, la dynastie salomonie parvient à affirmer sa domination sur la région et soutenir la christianisation des territoires occupés. 

### Patronat portugais
En 1455, le pape Nicolas V concèda au Portugal l'exclusivité du commerce avec l'Afrique et lui attribue l'activité de mission ; il encourage Henri le Navigateur, commandeur de l'Ordre du Christ à soumettre en servitude les « sarrasins et autres infidèles ». Ce système de padroado exclusivement portugais aboutit en Afrique centrale à l'évangélisation de quelques rois, notamment dans l'Empire Kongo où le fils du Manikongo devint le premier évêque noir.
Ces conversions eurent comme lourdes conséquences les traites négrières mais les débuts de christianisation disparurent avec l'affaiblissement de l'Empire colonial portugais.

L'Afrique coloniale en 1913.
Allemagne
Belgique
Espagne
France
Grande-Bretagne
Italie
Portugal
États indépendants

Après l'abolition de l'esclavage à la fin du XIXe siècle, une nouvelle tentative d'évangélisation lors du « partage de l'Afrique » touche notamment la plupart des pays d'Afrique centrale, australe, et du sud. Des missions catholiques et protestantes arrivèrent par des ports négriers, notamment aux embouchures des fleuves Sénégal, Niger, Congo et Zambèze ; d'autres sont ensuite créées en amont de ces fleuves. La progression de ces missions est toutefois limitée par les terres d'islam.
En Afrique de l'Ouest, le christianisme tente de s'intègrer plus dans les pays du Burkina Faso, Côte d'Ivoire, et Nigeria, sans grand succès
En 1910, moins de 9,5 % des Africains sont chrétiens, constituant 1 % des chrétiens du monde.

### Période coloniale
- Évangélisation, Mission (christianisme), Missionnaire chrétien
- Missions catholiques aux XVIe et XVIIe siècles
- Missions catholiques de 1622 à la fin du XVIIIe siècle, (missions pontificales, 1re partie)
- Missions catholiques aux XIXe et XXe siècles (missions pontificales, 2e partie)
  - Parmi les ordres missionnaires catholiques : Société des missions africaines, Rédemptoristes, Pères blancs
- Histoire des missions protestantes
  - Parmi les missionnaires réformés : Société des missions évangéliques de Paris (SMEP), Communauté d'Églises en mission (1971)
- Histoire des missions évangéliques
- Parmi les inventions africaines : églises d'institution africaine
- Université catholique de l'Afrique de l'Ouest (2000), Conférence épiscopale régionale de l'Afrique de l'Ouest (CERAO-F, 2012), Conférence des Églises de toute l'Afrique

### L'essor auXXesiècle
Après l'écrasement de nombreuses révoltes laissant les populations désemparées, l'Afrique noire connut une période particulièrement difficile durant l'entre-deux guerres, qui favorisa l'essor de mouvement messianiques. Plusieurs Églises d'institution africaine furent fondées à cette époque : le Kimbanguisme au Congo, l'Église harriste en Côte d'Ivoire, le mouvement Aladura issu du Nigeria ou l'Église chrétienne de Sion depuis l'Afrique du Sud.
L'évangélisme apparaît également au Liberia en 1914 et au Burkina Faso en 1921.
Des églises évangéliques ont été prises en main par les Africains eux-mêmes dans des pays anglophones comme le Ghana ou le Nigeria, avant d'essaimer dans les pays francophones voisins Côte d'Ivoire, Bénin, Togo.

## Le christianisme aujourd'hui en Afrique

### Une importance numérique croissante
Au début du XXIe siècle l'Afrique est le continent où le nombre de chrétiens augmente le plus vite. En 2010, environ 23 % des chrétiens du monde se trouvent en Afrique.
Aujourd'hui, le christianisme est la religion la plus pratiquée en Afrique subsaharienne (63 %), devant l'islam (30 %) ou les religions traditionnelles.

### Orthodoxie
L'Église orthodoxe éthiopienne est une des plus anciennes églises chrétiennes du monde, constituée vers le IVe siècle ; restée longtemps subordonnée à l'Église copte orthodoxe, elle est autocéphale depuis 1959
. Elle a développé une spiritualité, une théologie particulières marquées par l'Ancien Testament et pratique les usages liturgiques du rite guèze.
Les 30 millions d'orthodoxes représentent 43,5 % de la population de l'Éthiopie.
En Érythrée, les orthodoxes constituent 20 % de la population et sont étroitement contrôlés en raison du conflit avec l'Éthiopie.

### Catholicisme

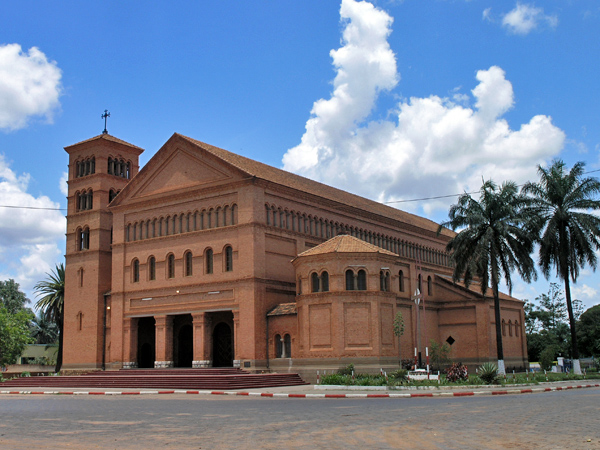
La cathédrale Saints-Pierre-et-Paul à Lubumbashi, en RDC.

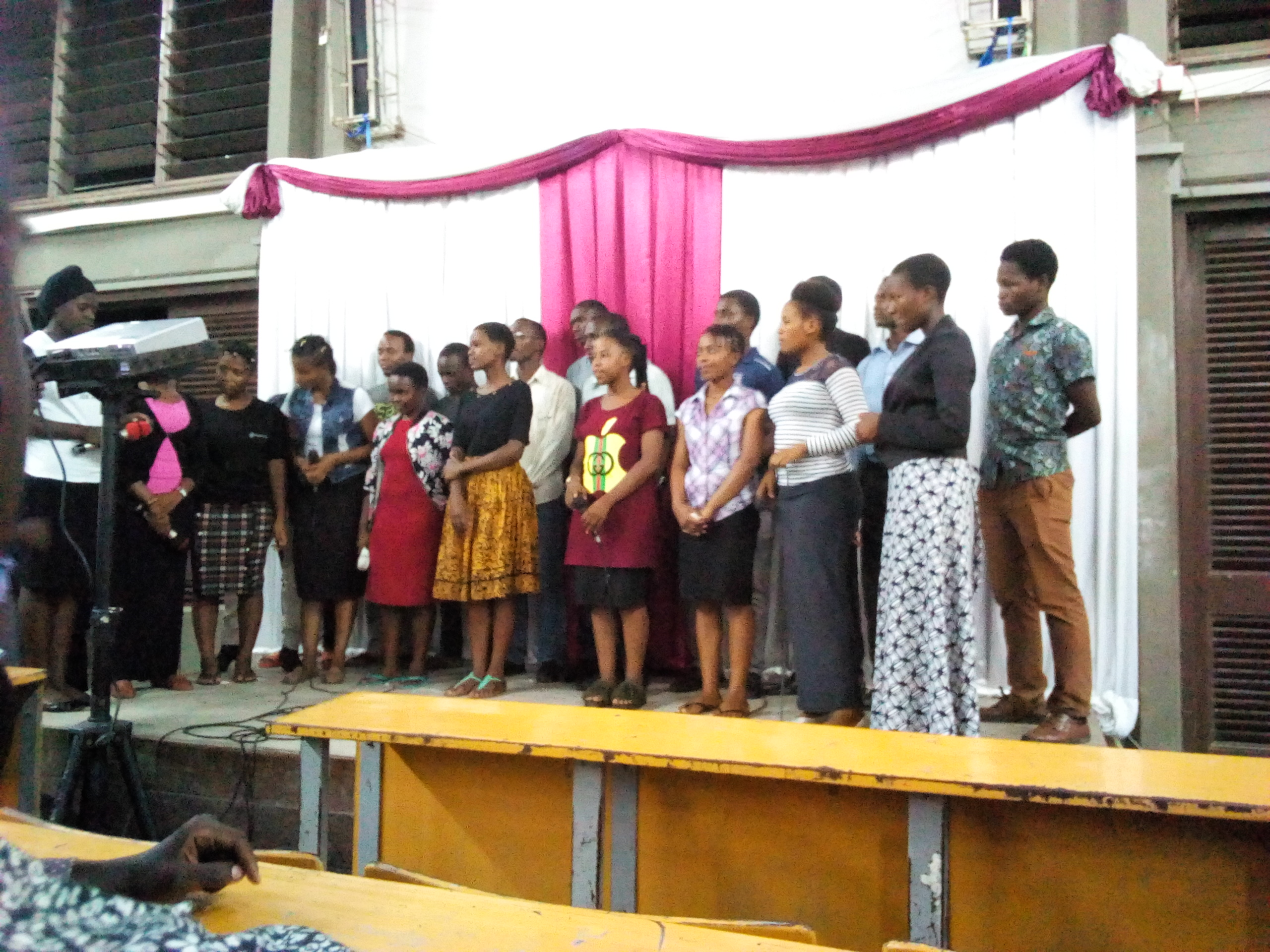
Étudiants adventistes de l'université de Dar es Salaam en Tanzanie.

La part des catholiques est de 21 %.
Le nombre de catholiques a augmenté entre 2005 et 2015 à un rythme de presque 41 %, bien supérieur à la croissance de la population dans le même intervalle de temps (23 %).

### Protestantismes
Les protestants (y compris les protestants évangéliques et autres chrétiens indépendants) représentent 36 % de la population d'Afrique subsaharienne.
L'Afrique compte 165 millions d'évangéliques, soit un quart du total mondialet continue à étendre son influence. Au Nigeria et au Ghana, des pasteurs ont recours aux cassettes vidéo pour diffuser leur croyance. 

### Les Églises indépendantes africaines
Les Églises d'institution africaine ont été fondées par les Africains eux-mêmes et non via les missions. Leur importance numérique peut aller de quelques centaines à plus d'un million de fidèles. Les plus importantes - le Kimbanguisme au République démocratique du Congo, l'Église harriste en Côte d'Ivoire ou le mouvement Aladura issu du Nigéria - ont été fondées dans l'entre-deux-guerres et ont joué un rôle lors de la décolonisation, mais il en existe de nombreuses autres dont le tokoïsme en Angola et l'Église du christianisme céleste au Bénin.
Une étude remarquée évaluait en 1968 à près de 6 000 les Églises Indépendantes en Afrique. En 2004, ces confessions étaient estimées à plus de 11 500, dont la plupart sont totalement inconnues en Occident.
Le développement de ces Églises pourrait conduire à revoir les classifications traditionnelles et à établir de nouvelles typologies.
Les églises indépendantes qui sont confessions sont aujourd'hui des institutions qui réclame leur place libre dans les religions car plusieurs ne sont pas fondé sur les principes de la bible. Au Togo les réformateurs comme William tetey, et Drah mawena sont les aînés du réveil au Togo. aujourd'hui les amis de l'Évangile avance dans l'évangélisation pour la communication libre des élus et leur seigneur jesus Christ le fondement de la grâce restauré par Martin Luther.

## La théologie africaine
Dès les années 1960 Tharcisse Tshibangu (de) affirmait qu'« un jour, les Africains auront une théologie de couleur africaine, comme il existe une théologie occidentale, une théologie judéo-chrétienne et une théologie orientale ».
Ses aspects les plus étudiés en sont l'inculturation et les théologies de la libération mais un évangélisme spécifique à l'Afrique y prend aussi une importance grandissante .

### L'inculturation africaine
L'inculturation est adaptation de la théologie chrétienne pour la placer dans le contexte de la culture traditionnelle africaine. Au sens le plus étroit, il s'agit pour les missions de présenter la foi chrétienne en fonction des croyances africaines afin de la faire accepter par la mentalité locale. Dans des sens plus larges, la théologie chrétienne de l'inculturation est un discours sur Dieu, une compréhension de la foi, en accord avec les mentalités et les besoins des africains.

### Les théologies de la libération
Deux types de théologie de la libération se sont développés en Afrique.
Directement issue de la situation d'asservissement des noirs, la théologie de la libération noire s'élève en Afrique du Sud contre les souffrances induites par le racisme de cette société. Le second type, qui s'est développé dans les pays ayant gagné leur indépendance, inclut la lutte contre la pauvreté, l'ignorance, l'asservissement des femmes.

### Influence intercontinentale
Depuis les années 1960, les Églises d'institution africaine s'implantent sur les autres continents.
Au niveau intercontinental, l'Église de pentecôte ghanéenne a essaimé dans une vingtaine de pays d'autres continents. Ce déploiement intercontinental emprunte les mouvements migratoires, et peut être estimé à 530 000 personnes en Europe et 320 000 personnes en Amérique du Nord. Il permet à l'Europe de bénéficier des prêtres pasteurs et prophètes de tendance africaine.

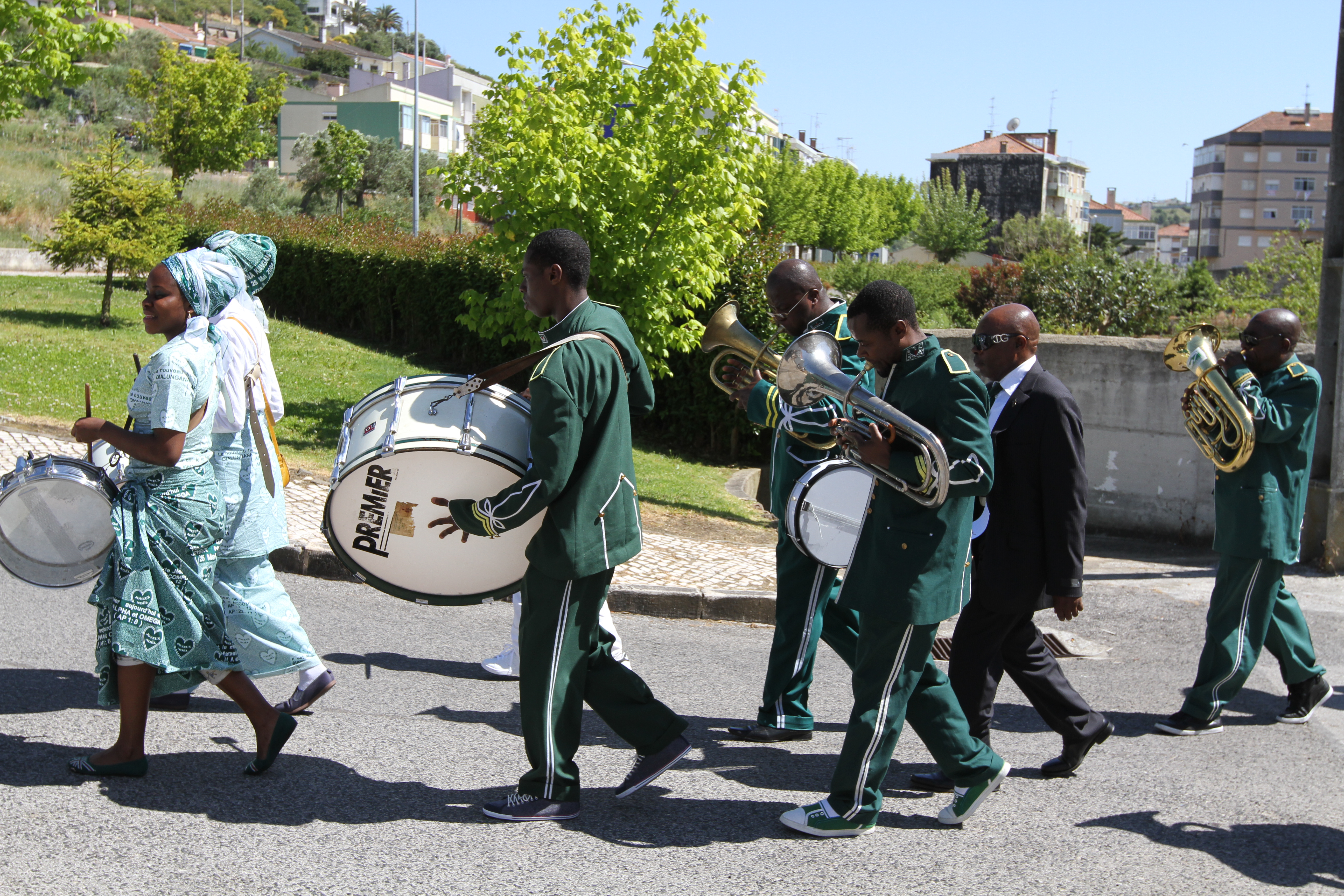
Fanfare kimbanguiste au Portugal.

Depuis 1975, le kimbanguisme né au Congo s'est également implanté en Europe
On peut estimer que le Christianisme d’Île-de-France est pour moitié d'un apport d'influence et/ou de tendance africaine.

## Nouveaux mouvements religieux d'inspiration chrétienne
Les Églises d'institution africaine (Églises africaines indépendantes, souvent messianistes et/ou spiritualistes) se réclament de certaines formes de christianisme :
- Mouvement antonianiste (1704-1708), autour de Kimpa Vita (1684-1706),

### 1800
- Églises afro-américaines, américaines, ayant essaimé en Afrique (églises zionistes, etc.),
  - Église épiscopale méthodiste africaine de Sion (1800, reconnue en 1826),
  - Église épiscopale méthodiste africaine (1816),
- Methodist Society or Akonomnsu (Buveurs d'eau, 1862, Winneba, Ghana), autour de Frère G. R Ghartey (King Ghartey IV (en) (1820-1897)),

### 1880
- Église baptiste native du Cameroun  (1888, Douala, NBC) [44].
- United Native African Church (UNA, 1891)[45], autour de Wilmot Blyden,
- Église zioniste (vers 1890-1892)
  - African Methodist Episcopal Zion Church (1898, AMEZ), introduite par John Bryan Small, d'un régiment antillais
  - Église chrétienne de Sion (ZCC, 1910), autour de Engenas Lekganyane (en) (1885-1948),
- The Nigritian Church (1898), d'origine méthodiste,

### 1900
- The African Church (Bethel)[46] (1901),
- Providence Industrial Mission (en) (1906), autour de John Chilembwe (1871-1915) (Nyassaland),
- Église Shembe (1910) Église Baptiste de Nazareth ou Ibandla lamaNazaretha , autour de Isaiah Shembe (1865-1935), prophète zoulou,
- Église harriste (vers 1910),
- William Wade Harris (1865-1929), missionnaire, méthodiste, du peuple Grebo, prophète free-lance, promoteur (Elias noir) d'un syncrétiste christianisme-fétichisme (1912), précurseur de la théologie de la prospérité,
- The Church of the Twelve Apostles, ou Nackabah (1914-1958, Ghana)[47], inspiré de William Wade Harris, par (Maame Harris) Grace Tani et (Papa Kwesi) John Nackabar,
- Christ Army Church of Nigeria (1916), autour de Garrick Sokari Braide (en) (1882-1918),
- United African Methodist Church (Eleja) (1917), autour de D. H. Loko,
- Musama Disco Christo Church (1919, MDCC), autour de Joseph William Egyanka Appiah (1893-2012),
- Precious Stone Society (Société des pierres précieuses), groupe de prière (vers 1920, Nigeria), autour de Daddy Ali,

### 1920
- Matswanisme (vers 1920), autour de André Matswa (1899-1942),
- Église kimbanguiste (1921), autour de Simon Kimbangu (1887-1951),
- Nomiya Luo Church (1921), par Joanes Owalo, du peuple Luo (Kenya),
- Société des Chérubins et des Séraphins (en) (Eternal Sacred Order of Cherubim and Seraphim, ESOCS, 1925), autour de Moses Orimolade Tunolase (en) (1879-1933),
- Église du Seigneur (Church of the Lord, 1930), autour de Josiah Olunowo Ositelu (1902-1966)[48], devenue Aladura,
- Apôtres de Johane Maranke (en) (1932), autour de Johane Maranke (en) (1912-1963),

### 1940
- Église apostolique du Christ (en) (Christ Apostolic Church, CAC, 1941), pentecôtiste, autour de Joseph Ayo Babalola (en) (1904-1959),
- Église du christianisme céleste (1947, CCC), autour de Samuel Bilewu (Biléou) Joseph Oshoffa (1909-1985),
- Aladura (vers 1945-1950), Cherubim and Seraphim Society (en),
- Tokoïsme (1949), autour de Simão Gonçalves Toco, en Angola,

### 1960
- Legio Maria (1962), par Blasio Simeo Malkio Ondeto (-1991) (Baba Messiah, Black Messiah, Black Jesus), du peuple Luo (Kenya),
- Deeper Life Bible Church (Église biblique de la vie plus profonde, 1973), megachurch, autour de William Kumuyi (1942-),
- Faith Tabernacle (Tabernacle de la foi, 1981), megachurch, autour de  David Oyedepo (1954-).

### 1980
- Centre international d’évangélisation - Mission intérieure africaine (1987)[22].